# Preuilly (Cher)
Preuilly és un municipi francès, situat al departament de Cher i a la regió de Centre – Vall del Loira. L'any 2007 tenia 470 habitants.

## Demografia

### Població
El 2007 la població de fet de Preuilly era de 470 persones. Hi havia 188 famílies, de les quals 40 eren unipersonals (16 homes vivint sols i 24 dones vivint soles), 60 parelles sense fills, 76 parelles amb fills i 12 famílies monoparentals amb fills.
La població ha evolucionat segons el següent gràfic:
Habitants censats

### Habitatges
El 2007 hi havia 244 habitatges, 191 eren l'habitatge principal de la família, 37 eren segones residències i 15 estaven desocupats. Tots els 244 habitatges eren cases. Dels 191 habitatges principals, 162 estaven ocupats pels seus propietaris, 25 estaven llogats i ocupats pels llogaters i 4 estaven cedits a títol gratuït; 2 tenien una cambra, 16 en tenien dues, 24 en tenien tres, 50 en tenien quatre i 99 en tenien cinc o més. 144 habitatges disposaven pel capbaix d'una plaça de pàrquing. A 68 habitatges hi havia un automòbil i a 109 n'hi havia dos o més.

### Piràmide de població
La piràmide de població per edats i sexe el 2009 era:
| Homes | Edats   | Dones |
| ----- | ------- | ----- |
| 0     | 95 o +  | 0     |
| 0     | 90 a 94 | 0     |
| 0     | 85 a 89 | 0     |
| 0     | 80 a 84 | 4     |
| 0     | 75 a 79 | 4     |
| 12    | 70 a 74 | 16    |
| 8     | 65 a 69 | 12    |
| 4     | 60 a 64 | 8     |
| 8     | 55 a 59 | 4     |
| 20    | 50 a 54 | 16    |
| 16    | 45 a 49 | 8     |
| 32    | 40 a 44 | 24    |
| 8     | 35 a 39 | 32    |
| 24    | 30 a 34 | 12    |
| 4     | 25 a 29 | 12    |
| 8     | 20 a 24 | 4     |
| 12    | 15 a 19 | 16    |
| 40    | 10 a 14 | 24    |
| 16    | 5 a 9   | 12    |
| 16    | 0 a 4   | 4     |

## Economia
El 2007 la població en edat de treballar era de 314 persones, 251 eren actives i 63 eren inactives. De les 251 persones actives 231 estaven ocupades (118 homes i 113 dones) i 20 estaven aturades (9 homes i 11 dones). De les 63 persones inactives 27 estaven jubilades, 24 estaven estudiant i 12 estaven classificades com a «altres inactius».

### Ingressos
El 2009 a Preuilly hi havia 202 unitats fiscals que integraven 492,5 persones, la mediana anual d'ingressos fiscals per persona era de 18.634 €.

### Activitats econòmiques
Dels 18 establiments que hi havia el 2007, 2 eren d'empreses extractives, 1 d'una empresa alimentària, 2 d'empreses de fabricació d'altres productes industrials, 7 d'empreses de construcció, 2 d'empreses de comerç i reparació d'automòbils, 1 d'una empresa d'hostatgeria i restauració, 1 d'una empresa immobiliària, 1 d'una empresa de serveis i 1 d'una empresa classificada com a «altres activitats de serveis».
Dels 7 establiments de servei als particulars que hi havia el 2009, 1 era un taller de reparació d'automòbils i de material agrícola, 3 paletes, 2 guixaires pintors i 1 restaurant.
L'únic establiment comercial que hi havia el 2009 era una fleca.
L'any 2000 a Preuilly hi havia 12 explotacions agrícoles que ocupaven un total de 800 hectàrees.

## Equipaments sanitaris i escolars
El 2009 hi havia una escola elemental integrada dins d'un grup escolar amb les comunes properes formant una escola dispersa.

## Poblacions més properes
El següent diagrama mostra les poblacions més properes.